# Фомин, Геннадий Иванович
Генна́дий Ива́нович Фоми́н (20 марта (2 апреля) 1914 — 24 марта 1980) — советский дипломат. Чрезвычайный и полномочный посол.

## Биография
Член ВКП(б). Окончил Московский институт инженеров коммунального строительства в 1936 году.
- В 1939—1941 годах — сотрудник полпредства СССР в Германии.
- В 1941—1945 годах — заместитель заведующего Протокольным отделом НКИД СССР.
- В 1945—1948 годах — первый секретарь посольства СССР в Венесуэле.
- В 1948 году — сотрудник центрального аппарата МИД СССР.
- В 1948—1952 годах — советник миссии СССР, временный поверенный в делах СССР на Кубе.
- В 1952—1953 годах — сотрудник центрального аппарата МИД СССР.
- В 1953—1955 годах — советник миссии (с 1954 — посольства) СССР в Израиле.
- В 1955—1956 годах — начальник Протокольного отдела Президиума Верховного Совета СССР.
- В 1956—1957 годах — помощник заместителя министра иностранных дел СССР.
- В 1958—1960 годах — советник-посланник посольства СССР в Италии.
- С 25 ноября 1960 по 9 октября 1964 года — чрезвычайный и полномочный посол СССР в Сомали.
- В 1965—1968 годах — заведующий III Африканским отделом МИД СССР.
- С 21 февраля 1968 по 27 января 1970 года — чрезвычайный и полномочный посол СССР в Мексике.

Похоронен на Новодевичьем кладбище в Москве.

## Награды
- орден Трудового Красного Знамени (5 ноября 1945; 1964)
- орден Красной Звезды (3 ноября 1944)